# Masomah Ali Zada
Masomah Ali Zada, també escrit Alizada, (Afganistan, 11 de març de 1996) és una ciclista afganesa. Va participar en els Jocs Olímpics d'Estiu de 2020, que es van celebrar a Tòquio el 2021 per culpa de la pandèmia de COVID-19, gràcies a una beca amb l'equip olímpic de refugiats.